# Marco Dezzi Bardeschi
Marco Dezzi Bardeschi (Firenze, 30 settembre 1934 – Firenze, 4 novembre 2018) è stato un ingegnere e architetto italiano, direttore della rivista 'ANANKE e teorico del restauro architettonico.

## Carriera

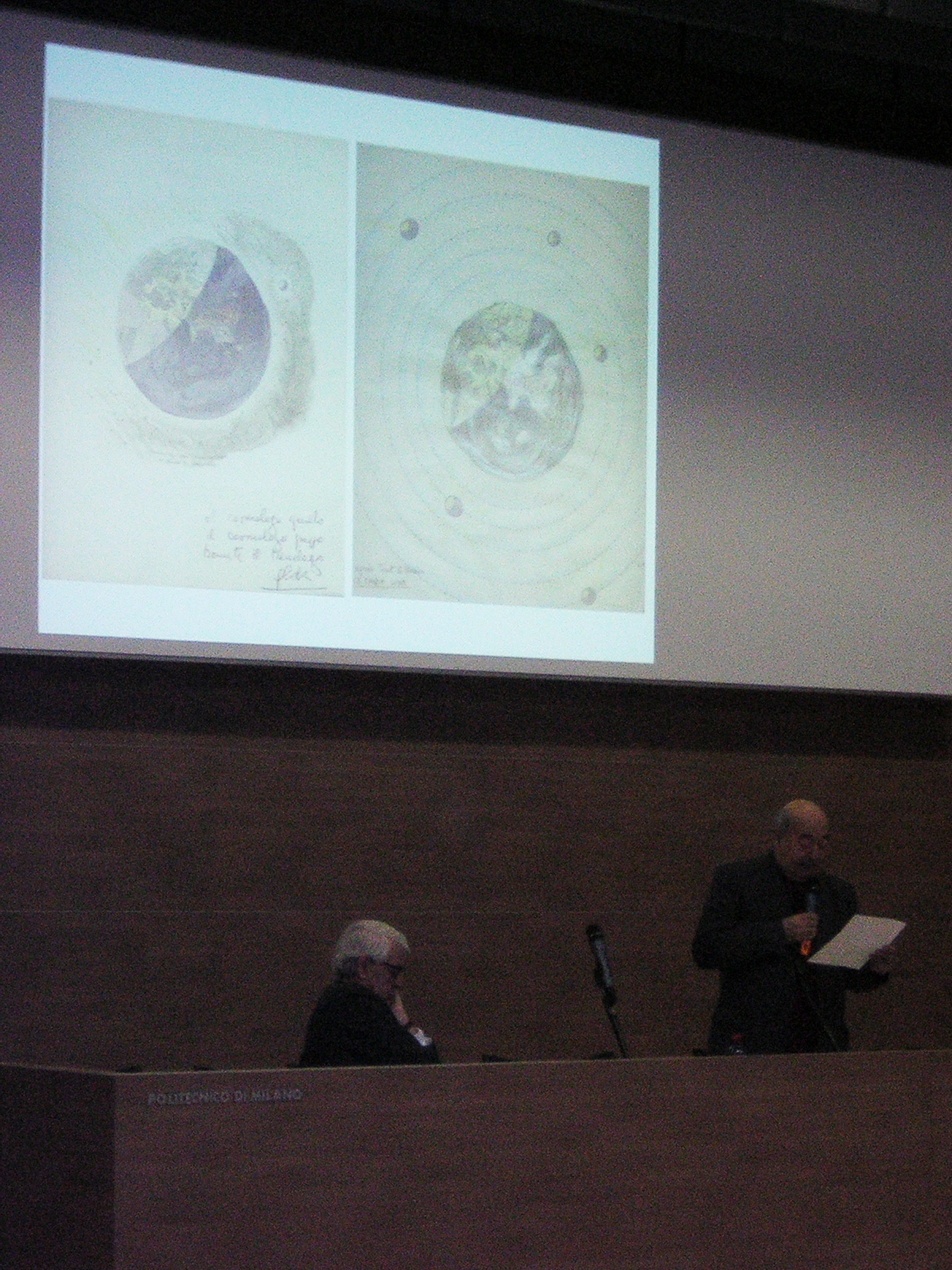
Marco Dezzi Bardeschi legge la prolusione all'anno accademico 2005/06 della Facoltà di Architettura Civile del Politecnico di Milano

Si è laureato in ingegneria edile nel 1957 a Bologna con Giovanni Michelucci (progettando una scuola materna a Sorgane) e in architettura nel 1962 a Firenze con Piero Sanpaolesi (con una tesi sul restauro del complesso di San Pancrazio a Firenze e sull'opera dell'Alberti).
Ha acquisito esperienza, prima, presso l'Istituto di Restauro dei Monumenti (1960-1975), e poi, dal 1976 presso la Facoltà di Architettura di Milano (Politecnico/Bovisa) della quale fu anche decano come ordinario di Restauro architettonico.

### La partecipazione all'avanguardia architettonica nei primi anni sessanta
All'inizio degli anni sessanta partecipa attivamente all'attività dell'avanguardia architettonica.
In questo periodo progetta la casa di Poggio Gherardo (Firenze) del 1963, progetto che lo porta fra gli esponenti della corrente Neobarocca, assieme a Paolo Portoghesi.
Gli elementi caratterizzanti quest'opera sono:
- rottura della scatola stereometrica che certa architettura razionalista aveva ripreso dall'eclettismo ottocentesco
- mancanza di un punto di vista preferenziale dell'edificio (concetto ripreso dall'architettura barocca)
- deformazione delle pareti e formazione di cortine curvilinee con l'intento di raccordare in maniera fluida gli spazi esterni agli interni
- dialogo con il passato
- studio del dettaglio costruttivo, teso alla integrazione di tecniche costruttive povere antiche e moderne[4]

### L'attività come soprintendente
Dal 1964 al 1965 è per breve tempo funzionario della Soprintendenza ai monumenti ad Arezzo.
In questo periodo progetta la contestata nuova organizzazione del presbiterio della Basilica di San Francesco ad Arezzo.
Il nuovo presbiterio inserisce ed integra, secondo l'approccio operativo del Restauro critico di Roberto Pane, un'architettura dichiaratamente contemporanea nel contesto storicizzato della chiesa, sacrificando il preesistente altare neo-medievale realizzato nel 1931. L'altare è rimosso poco tempo dopo la realizzazione.

### Il primo periodo accademico (Firenze)

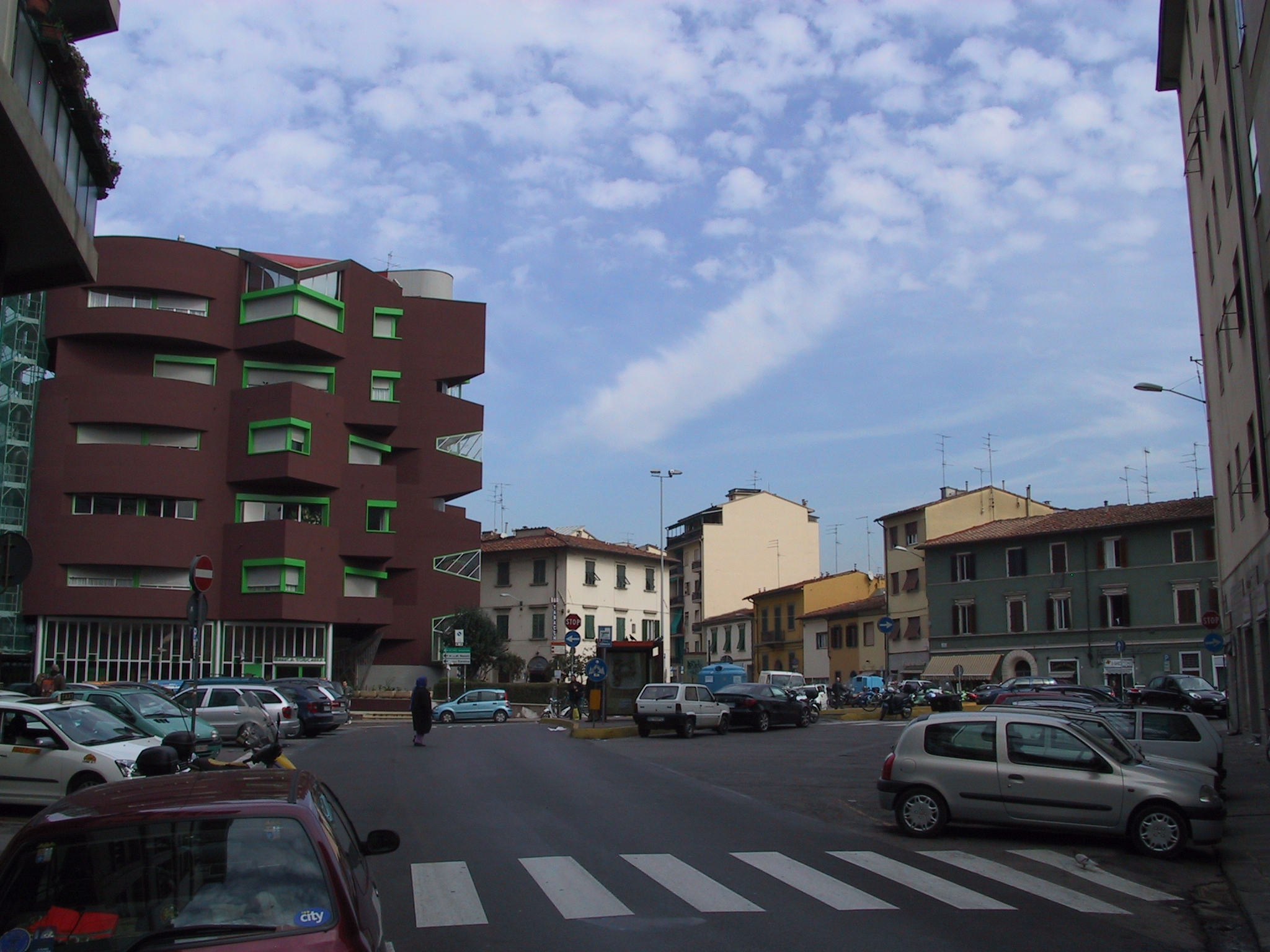
Piazza San Jacopino (Firenze)

A seguito dell'assunzione come assistente di ruolo all'Università di Firenze, abbandona la soprintendenza per dedicarsi alla carriera accademica e professionale. Nella stessa università diventa nel 1968 professore incaricato di Caratteri stilistici e costruttivi dei monumenti e nel 1970 di storia dell'architettura.
Alla fine degli anni sessanta appartengono le monografie sulla Cattedrale di Burgos (Burgos, Spagna, 1968), su Francesco di Giorgio Martini e Frank Lloyd Wright (1970), nonché un'attività pubblicistica sviluppata specialmente nei settori della cronaca, della storia e del restauro dell'architettura, con particolare attenzione all'analisi del dialogo tra architettura antica e moderna.
In questo periodo entra in contatto con un nuovo metodo storiografico (nouvelle histoire): quello inaugurato da Marc Bloch e Lucien Febvre, poi sfociato nella cosiddetta École des Annales.

### Il secondo periodo accademico (Milano)
Nel 1976, divenuto professore ordinario di Restauro dei monumenti, si trasferisce alla facoltà di architettura del Politecnico di Milano, dove nel 1980 fonda il Dipartimento per la Conservazione delle risorse architettoniche e ambientali che dirige fino al 1985 e dal 1983 al 1985 è coordinatore del Dottorato di Ricerca in Conservazione dei Beni Architettonici con sede presso il Politecnico di Milano. Dal 1998 al 2002 ha fatto parte del senato del Politecnico di Milano a rappresentare le aree disciplinari della Progettazione architettonica e della Conservazione.
Nel corso degli anni successivi partecipa come docente alla Scuola di specializzazione in Restauro dei monumenti e a numerosi corsi di dottorato, e dirige il master universitario di secondo livello “Conservazione del costruito-tecniche specialistiche dal progetto di conoscenza alla gestione del cantiere” (2004-2006).
Nel 1993 fonda la rivista quadrimestrale 'ANANKE, che dirige fino alla propria morte. Gli subentra poi uno dei suoi allievi, il critico Pierluigi Panza.
Il motto che sintetizza il suo atteggiamento nell'intervento sul costruito è «Aggiungere semmai, non sottrarre risorse al contesto». La sua attività a favore dell'inserimento dell'architettura moderna nei contesti storici lo ha però portato spesso a scontrarsi con le soprintendenze e con parte dell'opinione pubblica (ha acceso polemiche con Vittorio Sgarbi).

### L'attività progettuale

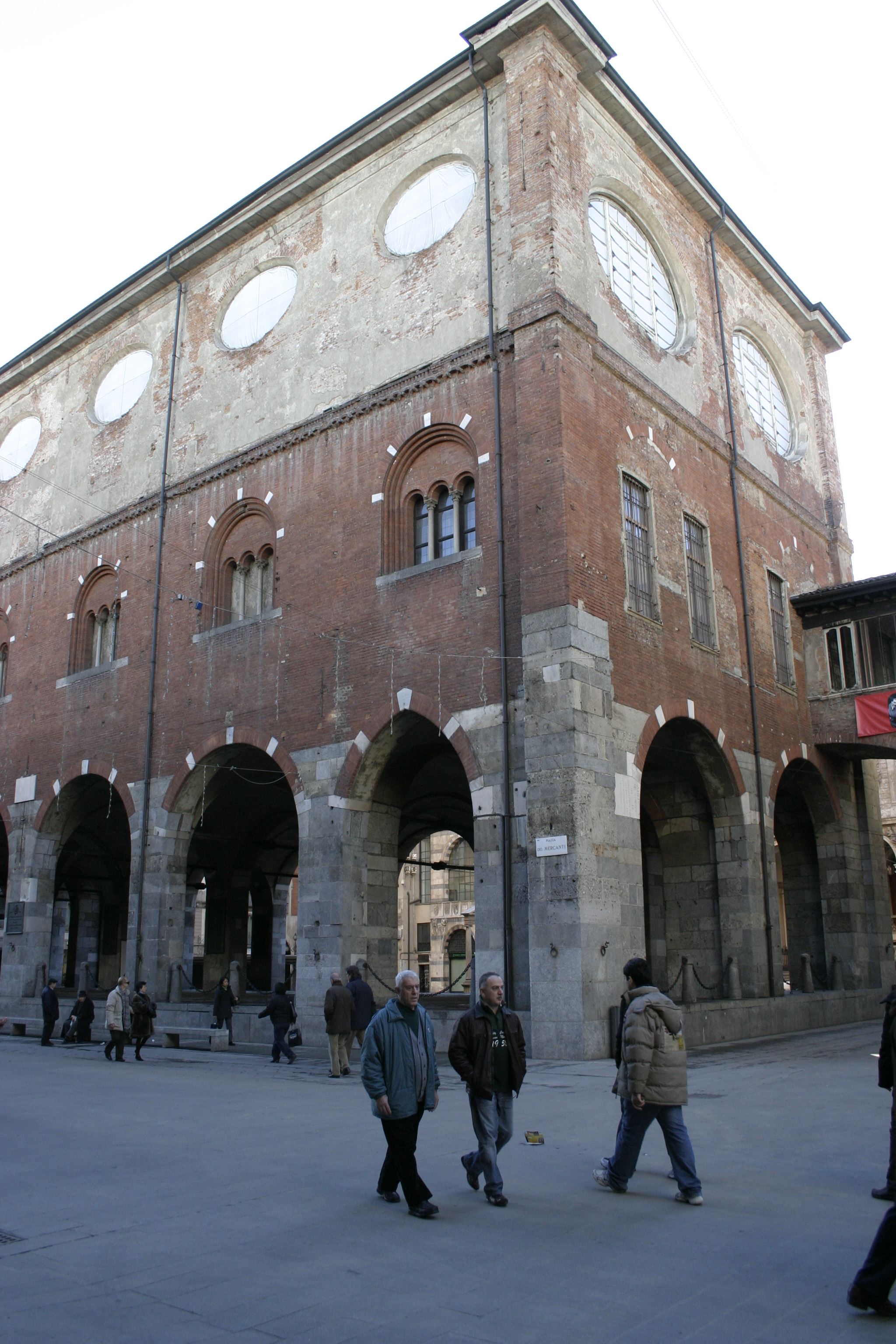
Scorcio del Palazzo della Ragione di Milano

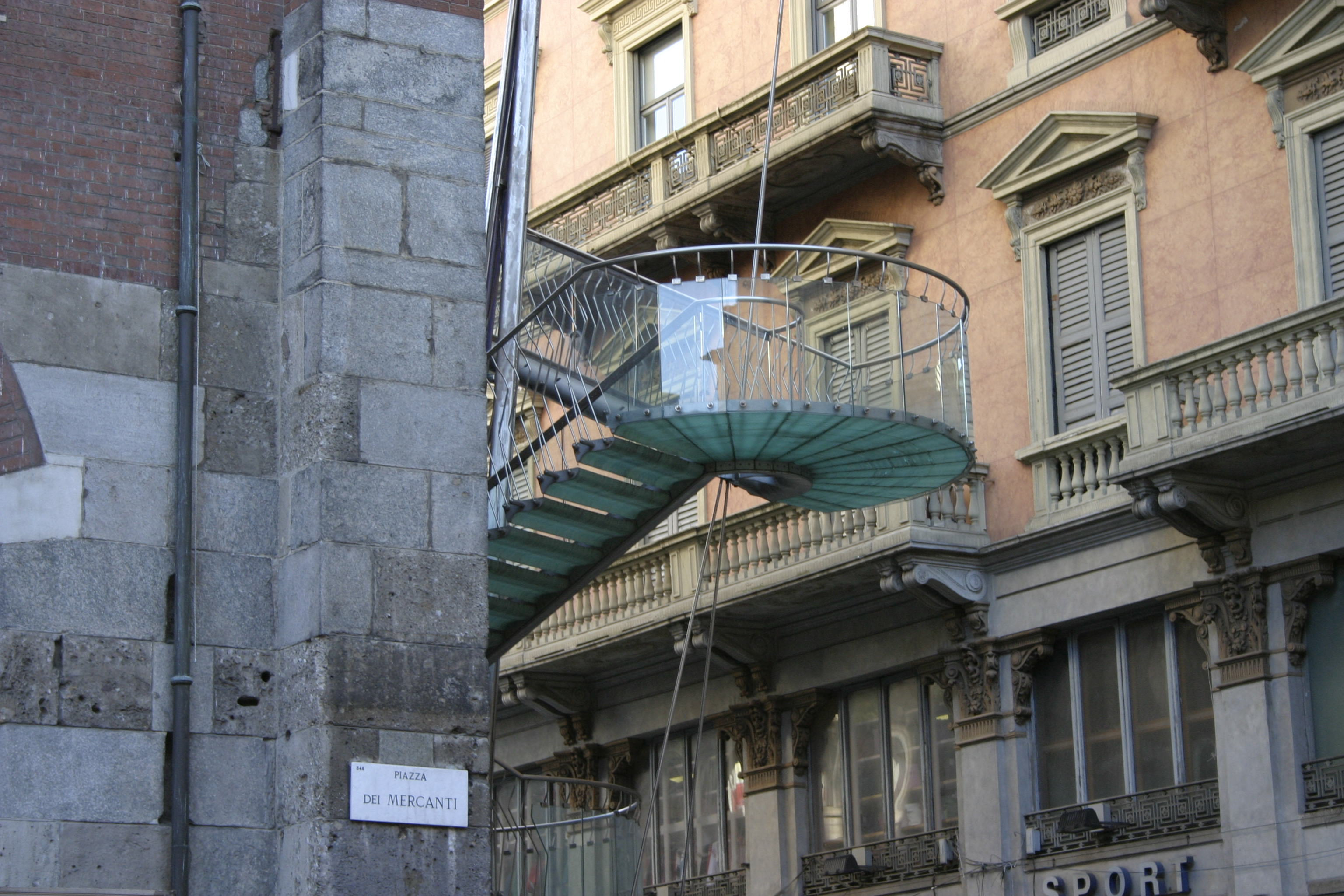
La nuova scala del Palazzo della Ragione

Tra gli interventi su complessi monumentali:
- Palazzo della Ragione, Milano (1978-86);
- Biblioteca Classense, Ravenna (1979-88);
- La conservazione del Palazzo Gotico di Piacenza, con l'allestimento della mostra Gotico, Neogotico e Ipergotico (1985-86).
- Palazzina Reale e Stazione di Santa Maria Novella, Firenze (1990);
- Officine Piaggio, Pontedera (Museo Storico Piaggio, 1994-96);
- Stabilimento termale Emilio Respighi, Tabiano Terme (1998);
- Bastione Borghetto, Piacenza (1999-2001);
- Terme Berzieri, Salsomaggiore (2001-03);
- Tempio - Duomo Pozzuoli (2003-2009).[7]

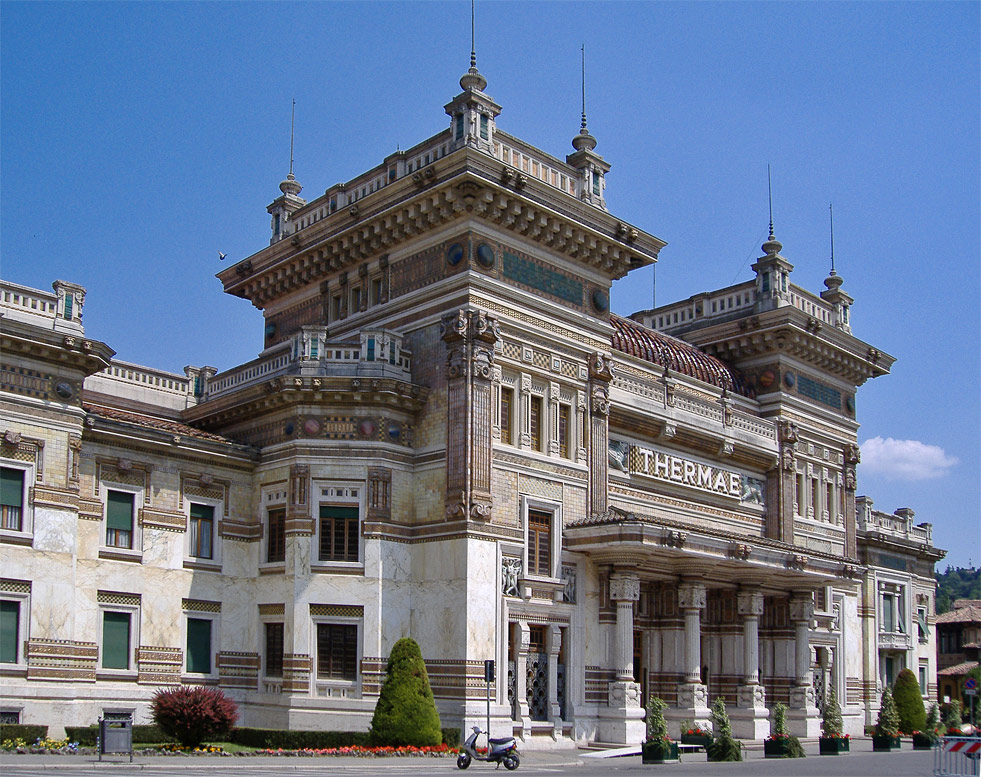
Terme Berzieri, Salsomaggiore

- Progetto di conservazione e riuso dell'ex Chiesa di Sant'Ambrogio, Cantù  (Milano) (2002-2007);
- ll recupero dell'ex Castello dei marchesi di Saluzzo "La Castiglia", Saluzzo (Cuneo) (2003-2006);
- Recupero e restauro di Palazzo Gagliardi, Vibo Valentia (2006-2009).

Tra gli ampliamenti degli edifici esistenti:
- Sala Consiliare del Comune (Palazzo Benini), Campi Bisenzio (1986-94);
- Scuola elementare, Chieve (1994-96);
- Ampliamento delle Terme di Tabiano, Salsomaggiore, Parma (1997-99)

Tra le nuove realizzazioni:
- Casa a Poggio Gherardo, Firenze (1963);
- ll condominio in San Jacopino, Firenze (1976);
- Allestimento dell'Antico Caffè delle Logge di Prato (1991-2004);
- Nuova sede USL e le R.S.A. residenze protette per anziani, Montelupo, Firenze (1996-98);
- Sistemazione del corso Garibaldi, Montelupo Fiorentino, Firenze (1998-99);
- Una Piazza per Monticelli, Montechiarugolo (1998-2002);
- Due passerelle aeree nel Castello di Vigoleno, Vigoleno (1999-2000);
- Palazzetto dello sport per Carmignanello, Cantagallo, Prato (1999-2006);
- Scala di sicurezza del Palazzo della Ragione, Milano (2001-2003);
- Nuovo accesso del Palazzo Comunale di Modena (2003-2004);
- Scuola materna o delle sette Arti liberali, Pozzuolo Martesana (Milano) (2003-2004).

L'atteggiamento di Dezzi Bardeschi verso la preesistenza è di conservazione totale - attraverso consolidamenti corticali operati con l'uso di silicati - senza alcuna integrazione né degli apparati decorativi medioevali deturpati dal progetto settecentesco, né degli intonaci del sopralzo del Croce privati per anni di qualsiasi attenzione manutentiva e quindi ridotti a lacerti isolati. Le aggiunte resesi necessarie per il progetto di riuso del manufatto (integrazioni delle pavimentazioni, realizzazione degli impianti termici, e della scala di sicurezza) sono realizzate rispettando la struttura preesistente.

## Cariche
Come riconoscimento della sua attività di ricercatore e di progettista è stato eletto Accademico delle Arti del Disegno di Firenze; tra il 2003 e il 2007 è stato presidente della sezione Italiana dell'ICOMOS (International Council of Monuments and Sites) per il quale ha promosso e organizzato la Terza Mostra Internazionale itinerante del Restauro Monumentale. È inoltre vicepresidente del Comitato del Ministero per i Beni e le Attività Culturali per lo studio e la ricerca dei giardini storici.

## Pubblicazioni
Il corpus delle pubblicazioni di Dezzi Bardeschi comprende 940 fra articoli e monografie edite dal 1957 al 2010.
Ha fondato e diretto le riviste “Necropoli” (con Francesco Gurrieri per la LEF di Firenze, 20 numeri:1969-71) e “Psicon” (con Eugenio Battisti e Marcello Fagiolo, Centro Studi "Ouroboros" di Firenze, 10 numeri: 1974-76).
Dal 1993 ha diretto la rivista quadrimestrale ‘ANANKE; dal 2000 al 2005 ha fatto parte del Comitato di redazione della rivista mensile “L'Architettura, cronache e storia”, fondata da Bruno Zevi (Mancosu, Roma) e dal 2005 ha fatto parte del comitato di redazione della rivista “L'ingegnere, edilizia, ambiente, territorio”, (Mancosu, Roma) sulla quale teneva la rubrica "Rileggendo i Maestri". Dal 2006 ha collaborato con il trimestrale dell'Ordine degli Ingegneri della Provincia di Firenze “Progettando”, diretto da Aurelio Fischetti (Nerbini, Firenze).
I progetti e le sue realizzazioni sono pubblicati in:
- Il futuro della memoria, catalogo mostra (in collaborazione con G. B. Bassi), La Spezia, 1972.
- Esibizioni, tre concetti dell'esporre (in collaborazione con L. Gioeni), Sillabe, 1987.
- Conservazione e metamorfosi. Cosmogonie, bestiari, architetture 1978-1988 (a cura di V. Locatelli e G. Guarisco), Alinea, 1989.
- Introduzione a P.PANZA, Antichità e restauro nell'Italia del Settecento, F.Angeli, Milano, 1990
- M. Dezzi Bardeschi: Architetture di memoria - Album 1960-1990, catalogo mostra (a cura di G. Guarisco), Alinea, 1990.
- M. Dezzi Bardeschi: Cinque piccole lune, architetture 1991-1993, catalogo mostra (a cura di P. Agus), Alinea, 1994.
- M. Dezzi Bardeschi: Atlante Padano, città architetture, cantieri, (catalogo mostra), Alinea, 2001.
- M. Dezzi Bardeschi: piccole architetture senza metri cubi, catalogo mostra (a cura di L. Gioeni), 2002.
- F. Bucci, Due interventi sul costruito. 1- Palazzo della Ragione, Milano: una scala di sicurezza - una piega di vetro. 2- Complesso Bastione Borghetto, Piacenza - recupero, in ‘L'Architettura, cronache e storia', Mancosu, Roma, n. 577, novembre 2003.
- Prato: Il recupero dell'Antico Caffè delle Logge (a cura di M. Dezzi Bardeschi), Alinea 2004.
- La storia siamo noi, in ‘Le pietre di Modena: la storia siamo noi, un nuovo ingresso all'antico Palazzo della Comunità', catalogo mostra (a cura di M. Dezzi Bardeschi), Artestampa, 2004.
- Cari Maestri – Architetture negate, tradite, dimenticate, (a cura di R. Gabaglio), Politecnico di Milano - Dipartimento di Progettazione dell'Architettura/Ricerche di Architettura strumentali e materiali, ed. Unicopli, Torino, dicembre 2004.
- Modena: Il nuovo ingresso al palazzo Comunale. "Quelle pietre, segnate dal tempo e dagli uomini ...", in 'Recupero e conservazione', De Lettera, n. 64, settembre-ottobre, 2005.
- Architettura come addizione, (nella rubrica: Opere Addizioni), in ‘Opere’, (rivista toscana di architettura; diretta da Maurizio De Vita), ed. Meridiana, Firenze, a. IV, n. 12, marzo 2006, pp. 8-11.
- Restauro: 2 punti e a capo (stato attuale del restauro). Marco Dezzi Bardeschi mette in evidenza la posizione centrale della figura dell'architetto sia come conservatore sia come progettista del nuovo, (intervista di Cesare Coppari) nella pagina: Restauro, in ‘Il Giornale dell'Architettura', (diretto da Carlo Olmo), Umberto Allemandi & C., Torino, a. V, n. 42, luglio-agosto 2006, p. 16.
- La Terza Mostra Internazionale del Restauro Monumentale: dal Restauro alla Conservazione, catalogo generale del Salone dell'Arte del Restauro e della Conservazione dei Beni Culturali e Ambientali “Restauro - Salone dell'Arte del Restauro e della Conservazione dei Beni Culturali e Ambientali” (Ferrara, 22-25 marzo 2007), marzo 2007, p. 277-282.
- Terza Mostra Internazionale del Restauro Monumentale: dal Restauro alla Conservazione, Volume Primo, Omaggio ai Protagonisti-Sezione Internazionale catalogo a cura di Chiara Dezzi Bardeschi, Alinea, Firenze, giugno 2008.
- Terza Mostra Internazionale del Restauro Monumentale – dal Restauro alla Conservazione, vol. II Sezione italiana (catalogo della Mostra, Ministero per I Beni e le Attività Culturali, Roma, Complesso di San Michele, via San Michele n. 25, 18 giugno-26 luglio 2008), Chiara Dezzi Bardeschi, B. Messeri (a cura di), Alinea ed. Firenze, 2008.
- Terza Mostra Internazionale del Restauro Monumentale: dal Restauro alla Conservazione, Supplemento Secondo, Sezione Napoli e Campania catalogo a cura di Chiara Dezzi Bardeschi, Alinea, Firenze, aprile 2009.
- "Tutela e restauro urbano: alle origini del rapporto tra piano e progetto" in Tracce storiche e progetto contemporaneo di Andrea Iacomoni (a cura di), Gangemi, maggio 2009.

Ha scritto saggi e pubblicazioni su restauro, conservazione, giardini, allestimenti di mostre e storia dell'architettura, tra i quali:
- Restauro: punto e da capo - frammenti per una (impossibile) teoria', (a cura di V. Locatelli), Franco Angeli, settima edizione, 1991.
- Il lungo cammino per un capitolato speciale per le opere di conservazione e restauro, introduzione a C. Campanella ‘Capitolato speciale di appalto per opere di conservazione e restauro’, Pirola, 1994.
- Il Restauro Tipologico: nascita (e tramonto) di una categoria rassicurante, in 'ANANKE, n. 9, marzo 1995.
- La conservazione come trasformazione/mutazione?, in 'Curva Caesena', records of convention (a cura di A. Artioli, G. C. Borellini), vol. II, Il Ponte Vecchio, 1996.
- Restauro e Conservazione: analisi ed interventi, in '1º Corso di aggiornamento in restauro architettonico e monumentale', atti del convegno (a cura di F. Grassi), 1997.
- Il re(stauro) è nudo (presentazione), in ‘Dispensa del corso “Fondamenti di conservazione dell'edilizia storica” (a cura di S. Casagrande e R. Recalcati), 1998.
- Il restauro dell'architettura moderna, in 'Il restauro dell'architettura moderna' (a cura di M. G. Gima), Aniasper, 1999.
- Il futuro della città: una scelta tra restauri, conservazione e progetto, in P. Soffientini, S. Quagliaroli, ‘Il Museo ritrovato. Cultura ed istituzioni culturali a Piacenza fra il 1975 e il 2000', Tep d'Arte, 2000.
- Voce “Conservazione”, in ‘Il Manuale di Restauro Architettonico’ (a cura L. Zevi), Mancosu, 2001.
- Victor Hugo alla prima crociata contro i “restauri”, in ‘ANANKE, n. 33, Alinea, 2002.
- Voce "Restauro Architettonico", in ‘Dizionario di Restauro Archeologico’ (a cura di L. Marino), Alinea, 2003.
- "C'era due volte" il restauro, in ‘Restauro: due punti e da capo' (a cura di L. Gioeni), Franco Angeli, 2004.
- Milano: Architettura e città fra esprit de géométrie ed esprit de finesse, numero speciale “Milano: inchiesta sull'architettura della città e del paesaggio in Italia”, (a cura dell'Autore), in 'L'Architettura, cronache e storia' (rivista diretta da B. Zevi), Mancosu, Roma, nn. 571-572, maggio-giugno 2003.
- Firenze moderna e contemporanea. Un'inchiesta (impietosa) per il futuro della città e del suo territorio. Architettura e città: 1865-2005, numero speciale "Inchiesta sull'architettura della città e del paesaggio in Italia",(a cura dell'Autore), in 'L'Architettura, cronache e storia', Mancosu, Roma, nn. 597-98-99, luglio-agosto-settembre 2005.
- Introduzione al libro di L. Gioeni, Genealogia e progetto. Per una riflessione filosofica sul problema del restauro, Franco Angeli, Ex Fabrica, Milano, 2006.
- Architettura come addizione, in 'Opere', rivista toscana di architettura, Meridiana, Firenze, a. IV, n. 12, marzo 2006.
- «Pozzuoli: L'antica rocca flegrea deve tornare a vivere», (intervista di A. Illiano), in ‘Il Mattino’, Napoli, 26 gennaio 2007.
- Elogio della leggerezza: Santiago Calatrava a Reggio Emilia, in 'L'Ingegnere', Mancosu, n. 12, marzo-aprile 2007.
- Le ragioni (e la passione civile) di una Scuola, in Gabriella Guarisco (a cura di), Conservazione e riuso del costruito esistente, Alinea, Firenze, maggio 2008.
- La città come libro scritto (e altre metafore), in Progettando Ing, anno I gennaio-marzo 2009 Ed. Nerbini, Firenze.
- Addio a Guido Canella, architetto civile in ‘Corriere della Sera’, terza pagina, pag. 39, 3 settembre 2009.
- Piazza Armerina, restauratori contro Sgarbi in Corriere della Sera, terza pagina, 21 gennaio 2010.
- 1910. Wright a Firenze e Fiesole in Frank Lloyd Wright a Fiesole cento anni dopo (1910/2010), a cura di Roberta Bencini e Paolo Bulletti, Ed. Giunti, Firenze, giugno 2010, p.12-20 (testo italiano e inglese).
- “Abbeceddario minimo. Cento voci per il restauro”, a cura di C.Dezzi Bardeschi con altri, Altralinea, Firenze, 2017 ISBN 978-88-94869-19-4

## Mostre monografiche
- Conservazione e progetto nell'opera di Marco Dezzi Bardeschi - undici concorsi (2000-2005)";
- II Salone del Restauro dei Beni Culturali a Venezia, 1-3 dicembre 2006, proseguita poi alla Fiera di Milano al "Build Up Expo", 6-10 febbraio 2007; al "Bit" (Borsa Internazionale del Turismo), 15-25 febbraio 2007; al Salone di Ferrara, 22-25 marzo 2007; al Palazzo Ducale di Gubbio, 31 luglio 2007; al S. Michele di Roma, giugno - luglio 2008; teatro Cilea di Reggio Calabria (dal 18 settembre al 31 ottobre 2008);
- V Salone del Restauro dei Beni Culturali a Venezia, 3-5 dicembre 2009; al Palazzo Reale di Napoli (dal 3 aprile al 19 maggio 2009).
- Drawing Architecture”, il disegno fra intuizione e realizzazione dell'opera, Accademia delle Arti del Disegno, Firenze 2010